# Prelude for a solemn occasion
Prelude for a solemn occasion is een compositie van Arnold Bax.
De geschiedenis van dit werk werd pas na Bax’ dood ontrafeld, maar daarna keer op keer weer deels gecorrigeerd. Er is een uitgebreide partituur van Prelude for a solemn occasion. Men kon die gebeurtenis echter niet terugvinden, later vermoedde men dat Bax zo maar iets verzonnen had. Bij reconstructie van de werken van Bax, kwam een manuscript boven tafel dat alleen het cijfer III droeg. Aangezien er ook een manuscript met alleen cijfer I was, leidend naar Northern ballad no. 1 moesten de twee werken gekoppeld kunnen worden. Dit werd ondersteund met de niet-vermelding van de prelude in de The New Grove Dictionary of Music and Musicians V, waarvan Bax zijn eigen lemma nog nagekeken heeft. In dat lemma werd wel melding gemaakt van een Northern ballad uit 1932/1933. Later zag men weer van die koppeling af en ging het werk onder haar oorspronkelijke titel door het leven.
Het werk belandde vermoedelijk op de planken, want een eerste bekende uitvoering vond plaats tijdens een concert ter gelegenheid van 100-jarig geboortejaar van Bax verzorgd door de BBC, dus toch een statige gelegenheid. In 1986/1987 legde Chandos het werk vast (als Northern ballad no.3) in wat uiteindelijk zou uitgroeien tot een bijna compleet overzicht van Bax’ werken.   
Orkestratie:
- 3dwarsfluiten (III ook piccolo, 2 hobo’s, 1 althobo, 2 klarinetten, 1 basklarinet, 2 fagotten, 1 contrafagot
- 4 hoorns, 3 trompetten, 3 trombones, 1 tuba
- pauken, percussie, 1 harp, eventueel orgel
- violen, altviolen, celli, contrabassen